# 위안훙
위안훙(중국어: 袁弘, 병음: Yuán Hóng, 한자음: 원홍, 본명: 위안딩(袁丁), 1982년 8월 23일 ~ )은 중국의 배우, 텔레비전 배우이다. 후베이성 우한시에서 태어났다.

## 방송
- 원대전정
- 찰문상애파
- 수려강산지장가행 - 유수 역
- 해우공주
- 절애지성
- 선검기협전 3 - 운정 역

## 영화
- 신강시선생 (2018년)
- 찰문상애파 (2016년)
- 장가행 (2016년)
- 천사적성 (2015년)
- 평범적세계 (2015년)
- 전신설애니 (2015년)
- 적인걸 (2013년) - 이치 역
- 악마의 오른손 (2013년)
- 화서인지절애지성  (2013년)
- 태평공주 (2012년)
- 보보경심 (2011년)
- 의피천하 (2010년) - 임모비 역
- 사조영웅전 2008 (2008년) - 양강 역
- 요재 (2005년)
- 일광협곡 (1996년)
- 포타쌍등 (1994년)